# Peyrehorade
Peyrehorade – miejscowość i gmina we Francji, w regionie Nowa Akwitania, w departamencie Landy.
Według danych na rok 1990 gminę zamieszkiwało 3056 osób, a gęstość zaludnienia wynosiła 190 osób/km² (wśród 2290 gmin Akwitanii Peyrehorade plasuje się na 134. miejscu pod względem liczby ludności, natomiast pod względem powierzchni na miejscu 699.).